# Спецификация процедуры сварки

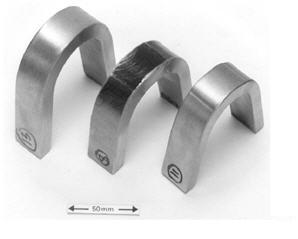
Образцы, испытанные на изгиб, для аттестации сварочной технологии.

Спецификация процедуры сварки (СПС) — официальный документ, описывающий сварочные процедуры, который является руководством для сварщиков и сварочных операторов для проведения ими качественных сварочных работ. В спецификации используются сведения и технологии, отработанные на практике. 
Сварочные работы в соответствии со спецификациями проводят аттестованные сварщики.

## Содержание спецификаций
Спецификация процедуры сварки предоставляет сварщику конкретные данные для проведения сварки.
Американское общество инженеров-механиков (АЅМЕ) определяет СПС, как письменный документ, который дает обязательные указания для сварщиков и сварочных операторов при производстве ими сварки.
Канадское сварочное бюро, в соответствии со стандартами CSA W47.1, W47.2 и W186, определяет необходимость СПС и сварочного паспорта (Welding Procedure Data Sheet, WPDS) как руководство по сварке для сварщиков и операторов сварки. Спецификация процедуры сварки содержит общие сведения о процессе сварки, используемых материалах, условия проведения сварки для конкретного сварного изделия.
В настоящее время Европейский комитет по стандартизации (ЕКС) для аттестации сварочной технологии принял стандарт ISO (ISO 15607 вместо ISO 15614), который заменил бывший Европейский стандарт EN 288. EN ISO 15607 определяет СПС как «документ, который обеспечивает требуемые данные для обеспечения повторяемости сварки при ее производстве». Этот же стандарт определяет аттестацию сварочной технологии как «запись, содержащую все необходимые данные для спецификации». В дополнение к СПС по ISO 15614 ИСО 156xx серия стандартов предусматривает альтернативные документы, по отношению к СПС. К ним относятся: тестирование сварочных материалов (ISO 15610),  опыт сварки (ISO 15611), стандартные процедуры сварки (ISO 15612) и подготовка производства для сварочных испытаний (ISO 15613).
В нефтегазовой трубопроводной отрасли США для проведения сварки используются стандарт API 1104, разработанный Американским институтом нефти (American Petroleum Institute).